# Being for the Benefit of Mr. Kite!
"Being for the Benefit of Mr. Kite!" é uma canção da banda britânica The Beatles, lançada no álbum Sgt. Pepper's Lonely Hearts Club Band. Foi composta por John Lennon; e creditada como Lennon/McCartney. A primeira vez que está música foi tocada ao vivo em um show, foi em 4 de Maio de 2013 no Estádio Mineirão em Belo Horizonte por Paul McCartney.

## Músicos
- John Lennon: vocais, backing vocals, órgão Hammond, loop de fita e harmônica
- Paul McCartney: baixo e guitarra solo gravada de trás para frente
- George Harrison:  harmônica, pandeirola, chocalho e backing vocals
- Ringo Starr: bateria, pandeirola e shake bell
- George Martin: piano, harmônio, órgão Lowrey, glockenspiel, órgão Wurlitzer e loops
- Mal Evans: harmônica baixo
- Neil Aspinall: harmônica
- Geoff Emerick: loop de fita

## Inspiração
A inspiração para escrever a canção era um cartaz do circo do século XIX do Pablo Fanque Circus que Lennon havia comprado em uma loja de antiguidades em 31 de Janeiro de 1967, durante as filmagens de
vídeos promocionais para "Penny Lane" e "Strawberry Fields Forever" em Sevenoaks Kent. Segundo John Lennon, anos depois ainda tinha o poster em sua casa. "Tudo do poster está na música", explicou ele, "exceto o cavalo que não foi chamado Henry.". (O cartaz identifica o cavalo como "Zanthus.")
A canção é creditada a Lennon/McCartney, mas Lennon afirmou ter escrito a música sozinho. Porém McCartney diz que ajudou em algumas partes da canção, em 2013 durante uma entrevista a revista Rolling Stone, McCartney afirma que estava feliz e empolgado quando ajudou Lennon a escrevê-la.
Acredita-se que Mr. Kite seja William Kite, que trabalhou para Pablo Fanque.

## Outras versões
- A música é tocada pelos Bee Gees e George Burns em 1978.
- A música é cantada por Billy Connolly no álbum In My Life, de George Martin, de 1998.
- A música também está presente no filme Across the Universe, de 2007.